# Atarba flava
Atarba flava är en tvåvingeart som beskrevs av Enrico Adelelmo Brunetti 1912. Atarba flava ingår i släktet Atarba och familjen småharkrankar. Inga underarter finns listade i Catalogue of Life.